# Mitrópoli (Héraklion)
Mitrópoli, en grec moderne : Μητρόπολη, est un village du dème de Gortyne, dans le district régional de Héraklion, de la Crète, en Grèce. Selon le recensement de 2011, la population de Mitrópoli compte 394 habitants.
Le village est situé à une altitude de 150 mètres et à une distance d'environ 46 km de Héraklion. 
Il est mentionné dans le recensement vénitien, de 1583, par Castrofilaca, sous le nom de Mitropolli avec 147 habitants.  
Le recensement turc de 1834 indique qu'il comptait 5 familles turques et un nombre égal de familles chrétiennes, tandis qu'en 1881 la population chrétienne est de 123 et les Turcs de 45.